# Плесецкое
Плесе́цкое (укр. Плесецьке) — село, входит в Васильковский район Киевской области Украины.
Население по переписи 2001 года составляло 3849 человек. Почтовый индекс — 08622. Телефонный код — 4571. Занимает площадь 9,855 км². Код КОАТУУ — 3221486201.

## Местный совет
Село Плесецкое — административный центр Плесецкого сельского совета. Адрес местного совета: 08622, Киевская обл., Васильковский р-н, с. Плесецкое, ул. Центральная (бывшая ул. Ленина), 57.

## История
Древнее «Замковище» на реке Плеска защищало Киевскую землю с юго-запада. Тогдашнее название замка Плесков. Подобными замками по соседству были городища в современных Белогородке (тогдашнее название Белгород) Жорновке (тогдашнее название Жерновая), Черногородке (тогдашнее название Чернов), Большой Солтановке (тогдашнее название неизвестно). Плесков принадлежал славянам воинственного рода Саков. Во времена монголо-татарского нашествия был ареной боевых действий и практически разрушен, что подтверждается археологическими находками. Только в 16 в. Ольгерд в Киевском воеводстве пожаловал знатным Аксакам опустошенную вотчину.  
Село Плесецкое было в составе Васильковской волости Васильковского уезда Киевской губернии. В селе была Сретенская церковь.